# Zličín
Zličín (německy Slitschin) je městská čtvrť a katastrální území na západě Prahy, na severozápadním okraji městského obvodu Praha 5, o rozloze 317,61 ha. Tvoří severovýchodní část městské části Praha-Zličín.

## Historie a charakteristika čtvrti

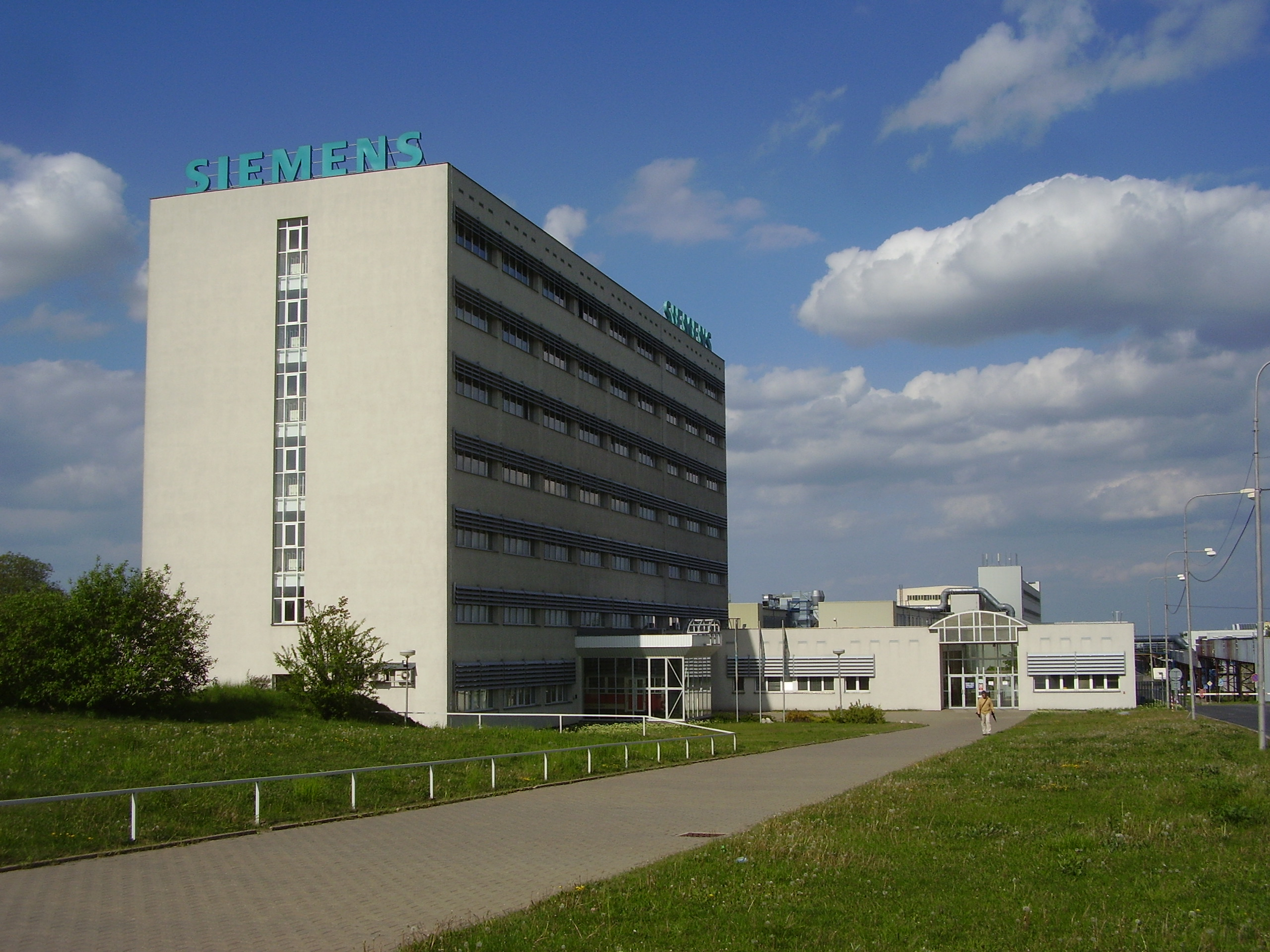
Objekt Siemens Kolejová vozidla

Téměř všichni Pražané znají Zličín jako nákupní zónu a stanici a depo metra. Ty se ale paradoxně nacházejí převážně v katastrálním území Třebonice a jen zčásti v městské části Praha-Zličín, ovšem (s výjimkou části kolejiště depa) mimo katastrální území Zličín.
Samotný Zličín vznikal jako vesnice; ještě roku 1910 se objevoval jako „Zlejčín“. Roku 1960 byla k obci připojena i nedaleká vesnice Sobín. V roce 1968 získala obec hranici s Prahou, když byly k Praze přičleněny sousední Řepy. Díky blízkosti ku Praze a silnici z metropole do Plzně, která východní částí Zličína procházela, se začala rozvíjet nová zástavba, hlavně tedy východně od původní obce; postavily se rodinné domy a později i sídliště. Obě obce se staly součástí Prahy v roce 1974, v souvislosti s jejím zatím posledním a zatím největším rozšířením.
Převažujícím typem zástavby jsou zde rodinné domky, ale také i jedno malé sídliště, ve své době vybudované pro potřeby armády. Tato celá zastavěná oblast je ohraničená průmyslovými závody, při připojení ku Praze bylo totiž rozhodnuto, že Zličín se stane podobně jako v té době Malešice průmyslovou oblastí. Využity byly volné plochy jižně a severovýchodně od zastavěné oblasti. V roce 1990 se Zličín stal součástí městské části Praha-Zličín.
V 90. letech došlo k rozvoji na rozhraní Zličína a Třebonic spolu s výstavbou metra. Původně se zde mělo nacházet pouze depo a linka B měla vést právě do Třebonic; tyto plány však byly nakonec přepracovány a nejmladší linka pražské podzemní dráhy byla ukončena právě zde. Kromě stanice vznikl i přestupní terminál pro příměstské autobusy; později se začala rozvíjet i nákupní zóna. Ke konci prvního desetiletí 21. století se začala opět rozvíjet také i bytová zástavba, a to v místech nedaleko od nejstarších částí Zličína. Nové projekty znamenaly výstavbu několikapatrových městských domů přímo na zelené louce.
V létech 2005 až 2008 proběhl archeologický výzkum v Praze-Zličíně, v poloze Za novou silnicí. Během výzkumu byly postupně prozkoumány a zdokumentovány tři hlavní komponenty, které se v této lokalitě podařilo objevit: palisádou ohrazené neolitické sídliště, pravěká cesta a především kompletní pohřebiště vinařické skupiny z doby stěhování národů. Dosud bylo odkryto 177 kosterních hrobů. Jde o největší prozkoumané kosterní pohřebiště v Čechách a jedno z největších pohřebišť ve střední Evropě datované do období druhé a třetí třetiny pátého století.

## Průmysl
Na Zličíně se nachází průmyslové podniky. Jedná se o tyto:
- Siemens Kolejová vozidla (původně ČKD Dopravní systémy, rozsáhlý areál, objekt zasahuje i do Třebonic) – uzavřeno v roce 2009.[3]
- Technocom

## Sport
Místní fotbalový klub FC Zličín byl založen roku 1929. V jeho sportovním areálu se nachází víceúčelová sportovní hala sloužící současně jako školní tělocvična. Dále je zde fotbalové hřiště s přírodní trávou a fotbalové hřiště s umělou trávou třetí generace. Mini hřiště s umělou trávou slouží k přípravě mužstev klubu a je přístupné také pro veřejnost.

## Obchodní zóna Zličín
Podle Zličína se pojmenovávají obchodní centra na území Třebonic:
- Metropole Zličín, nejblíže u stanice metra, největší plochy zde zaujímá Albert (dříve Interspar) a Datart, součástí je i multikino Cinema City. Komplex patří samosprávně k městské části Praha-Zličín, ale katastrálně k Třebonicím.
- Hypermarket Globus; areálem parkovišť hypermarketu prochází sjezd z Rozvadovské spojky ke Zličínu, součástí je i čerpací stanice firmy Globus. Komplex patří samosprávně k městské části Praha-Zličín, ale katastrálně k Třebonicím.
- Home Park, od Zličína oddělen Rozvadovskou spojkou. Tomuto centru dominují obchodní domy Tesco a IKEA, ale působí zde i mnoho dalších, například Datart nebo Decathlon. Komplex patří do katastrálního území Třebonice, ale samosprávně do městské části Praha 13.

Všechna tři obchodní centra jsou vybavena rozsáhlými plochami parkovišť pro automobily. Do areálu Home Park jezdí autobusová linka 180. U hypermarketu Globus (zastávka “Obchodní centrum Sárská”) zastavuje autobusová linka 130 a 246. V oblasti byly postaveny i další obchodní nebo administrativní objekty. V sousedství obchodní zóny vzniká na území Stodůlek Západní Město.

## Doprava

### Veřejná
Díky metru (od listopadu roku 1994, úsek V.B), které se sice přímo ve Zličíně nenachází, ale leží na jeho okraji, má celá čtvrť dobré dopravní spojení. Na metro navazují i autobusy. Na nedalekém sídlišti Řepy (na sever od Zličína) se nachází tramvajová trať. Od stanice metra jezdí i meziměstské linky do Plzně, Berouna, Kladna, Rakovníka či do Karlových Varů.
Na hranici mezi Řepy a Zličínem se také nachází železniční nádraží, které umožňuje přímé spojení linkou S65 do stanice Praha hlavní nádraží a do Hostivice a Rudné u Prahy.

### Automobilová

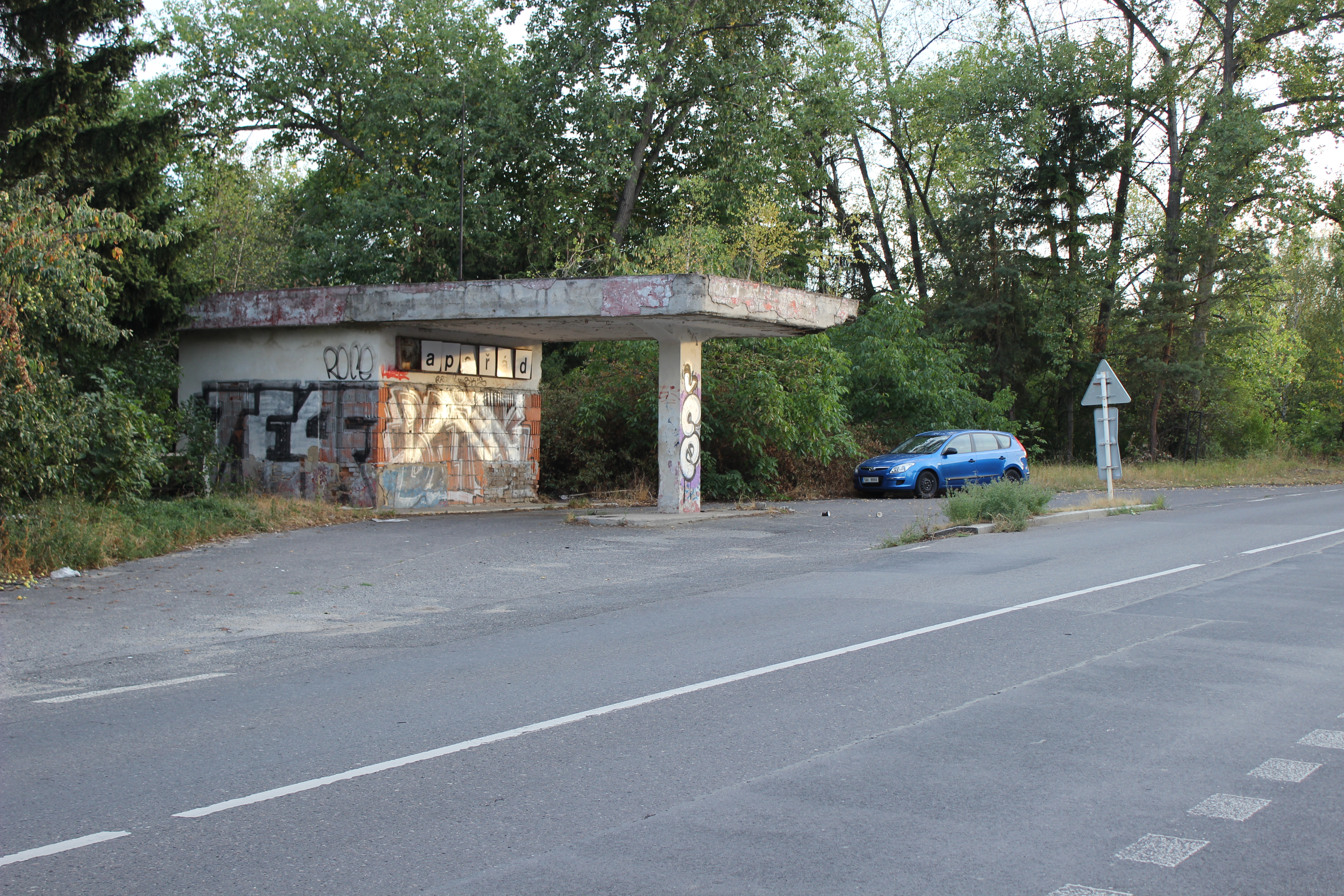
Někdejší čerpací stanice pohonných hmot v ulici Na Radosti

Územím Zličína prochází Pražský okruh (zprovozněn v tomto úseku v roce 2002), dálnice D5 směřující do Plzně a její přivaděč z Jihozápadního Města. U stanice metra Zličín je také záchytné parkoviště P+R. Starým Zličínem prochází původní Plzeňská, hlavní tah do Plzně až do roku 1980, kdy se začala dálnice D5 stavět.
- Benzínová stanice Sphinx – v ulici Na radosti, zbořená roku 2022.

## Sousedící území

### V Praze
- Řepy
- Stodůlky (včetně Jihozápadního Města)
- Třebonice
- Sobín
- Západní Město

### Mimo Prahu
- Chrášťany
- Hostivice

## Další fotografie

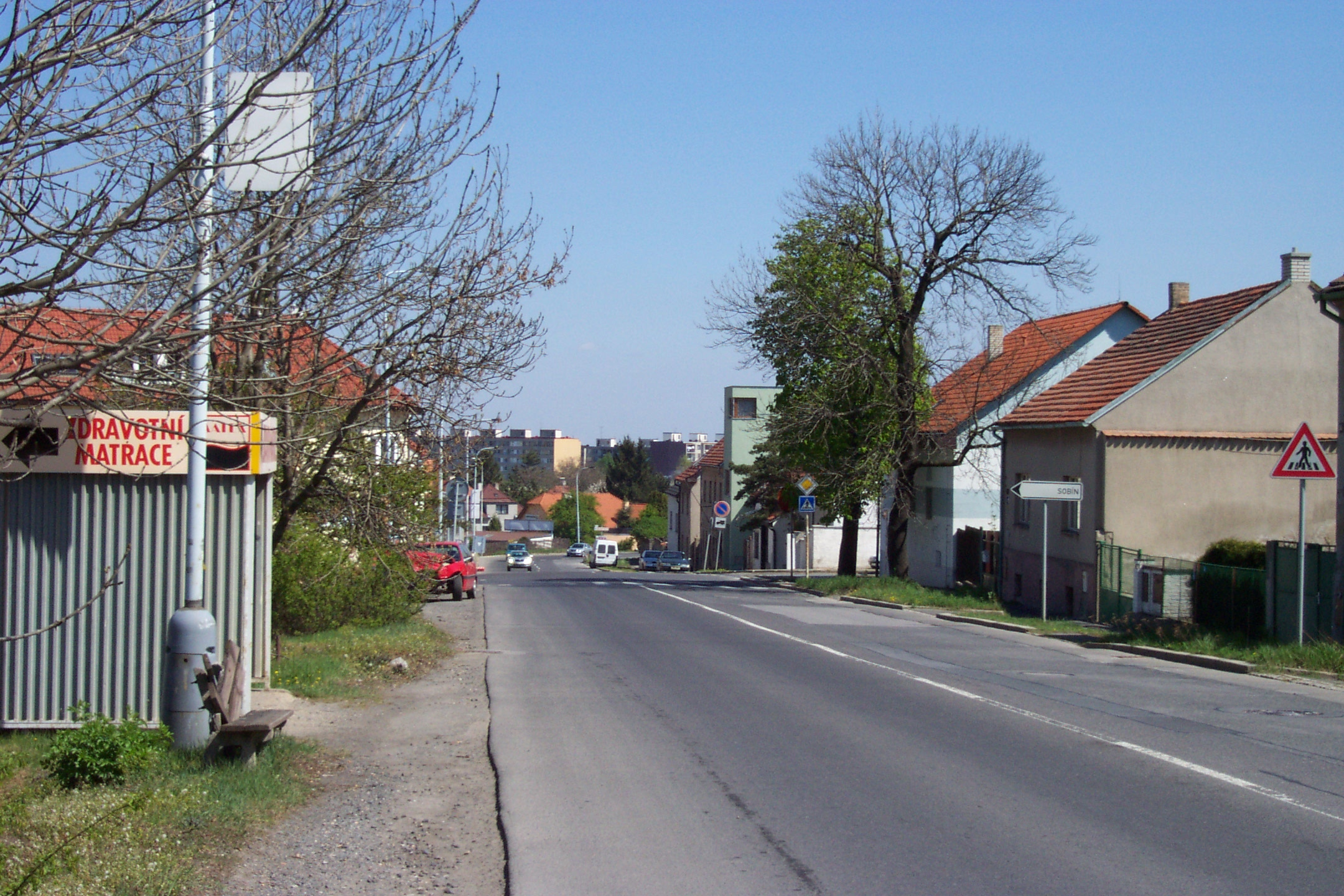
Ulice Na Radosti
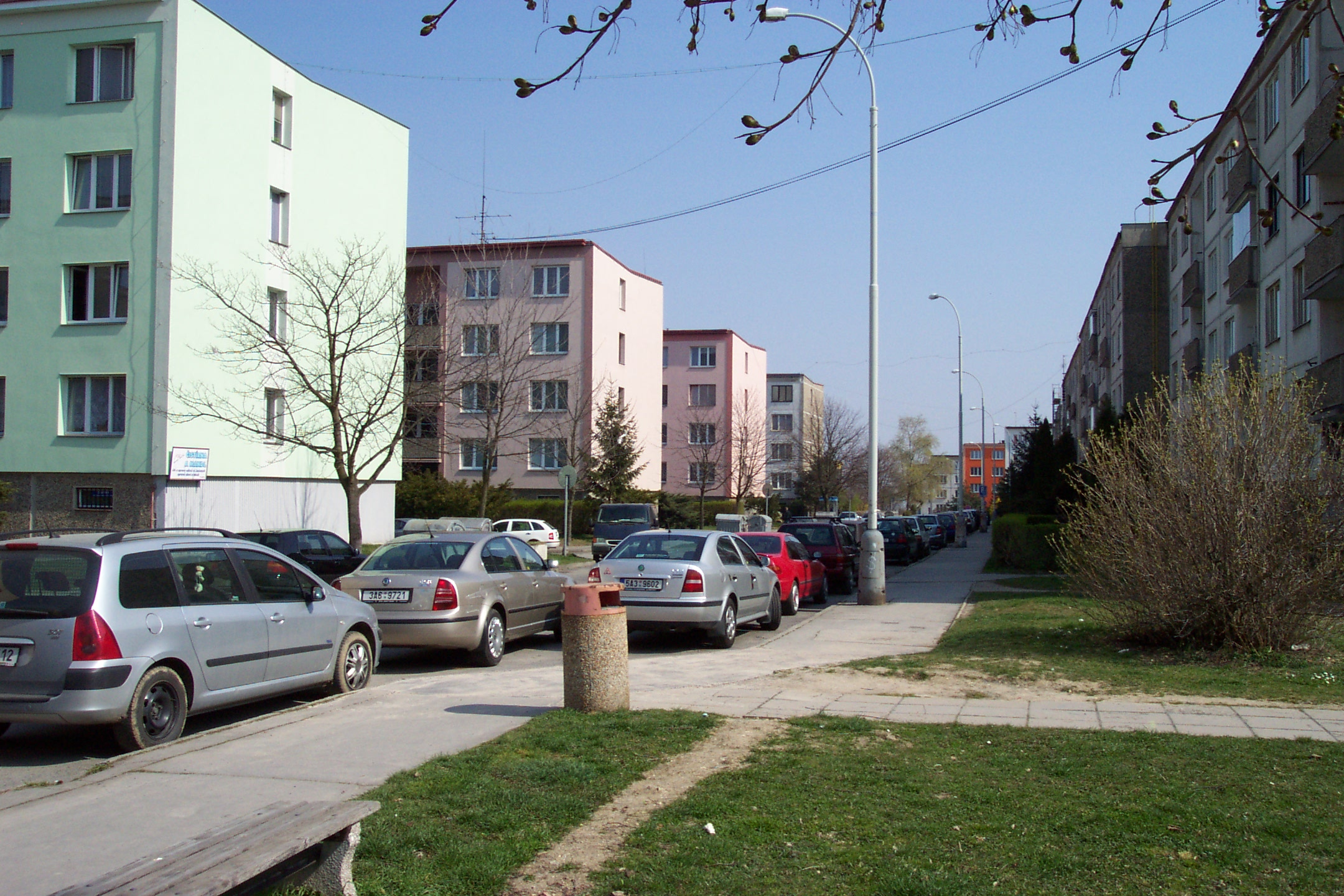
Malé sídliště nad starým Zličínem
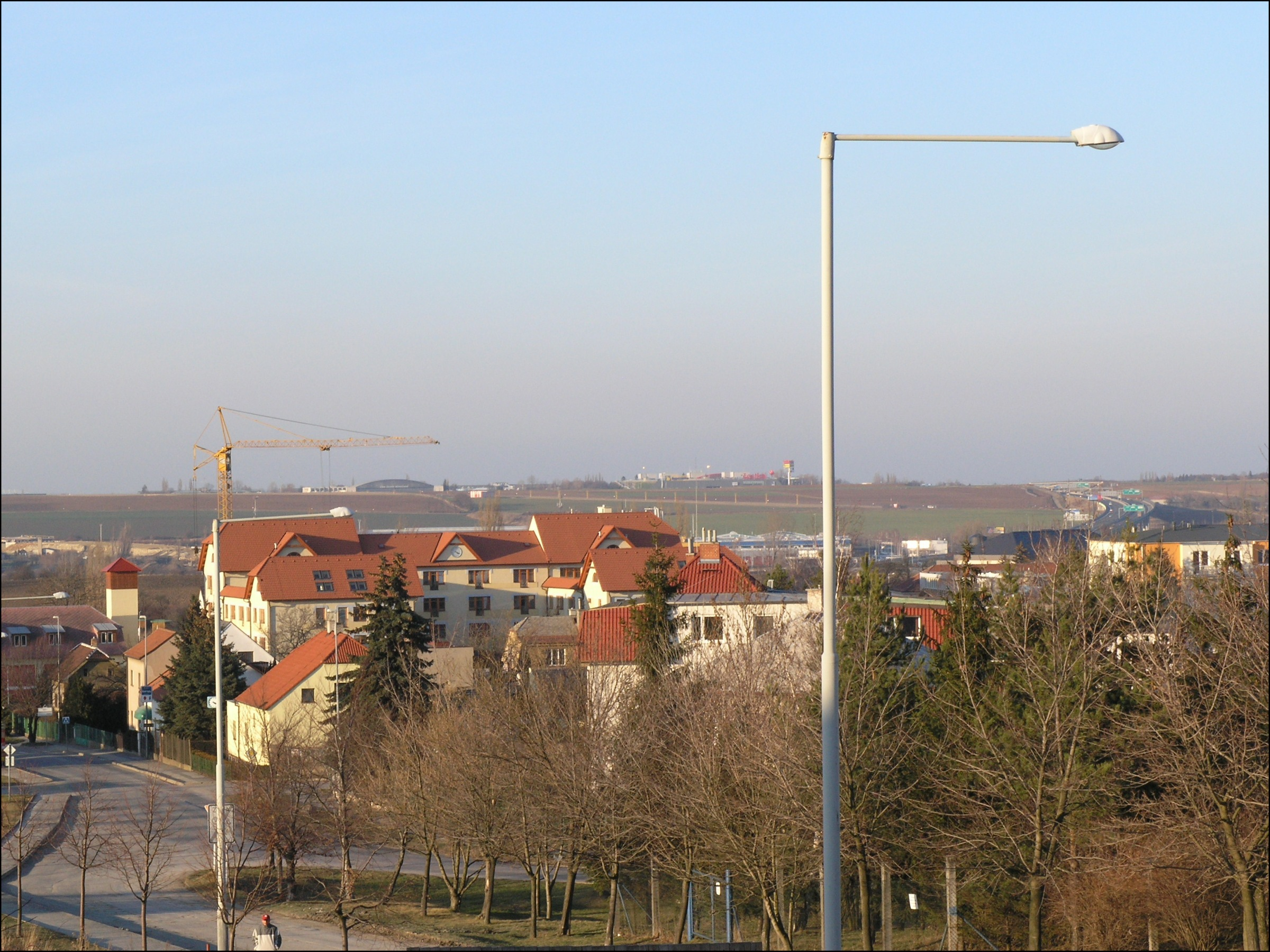
Pohled z Nedašovské přes Hrozenkovskou
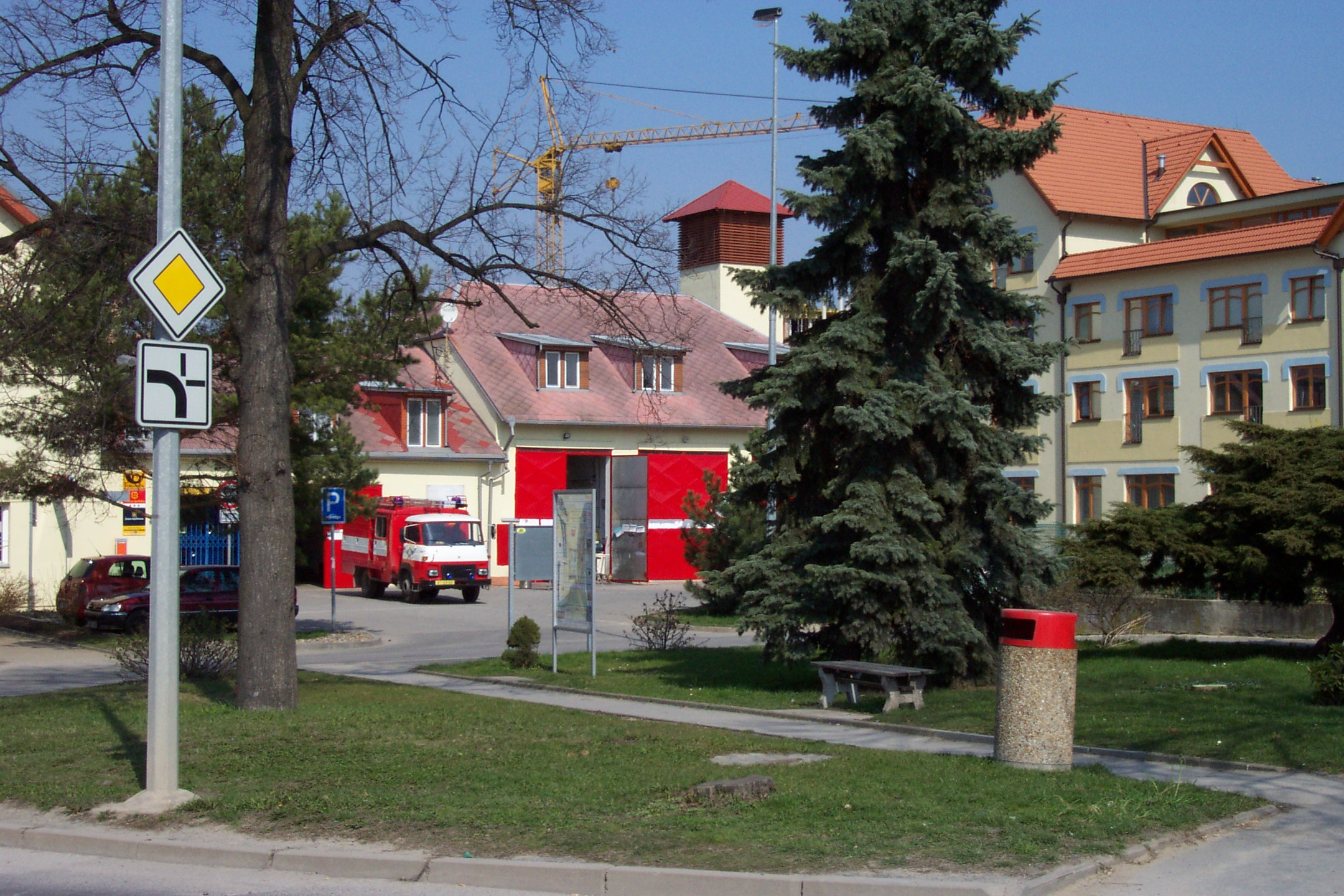
Hasičská zbrojnice
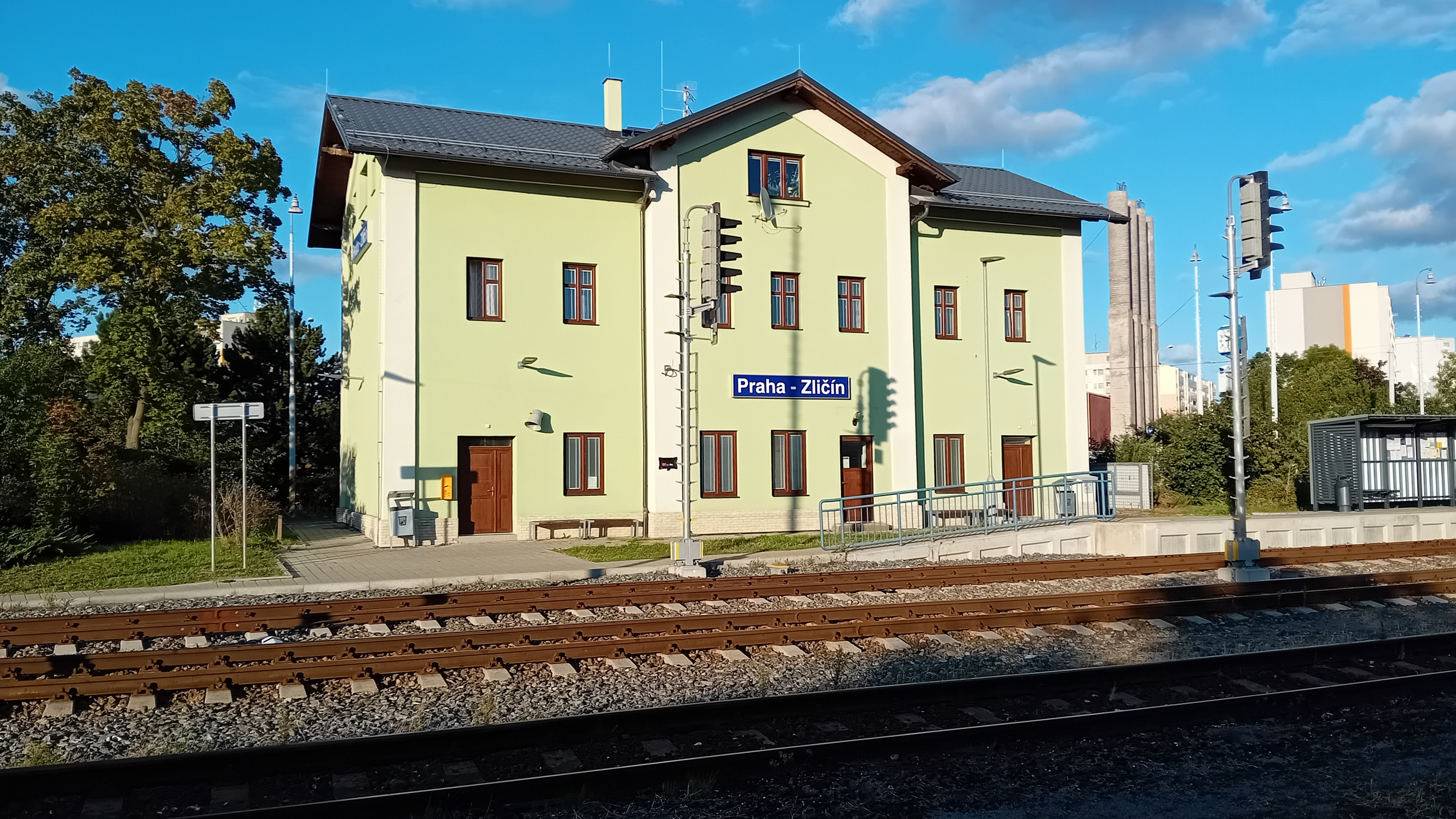
Železniční stanice
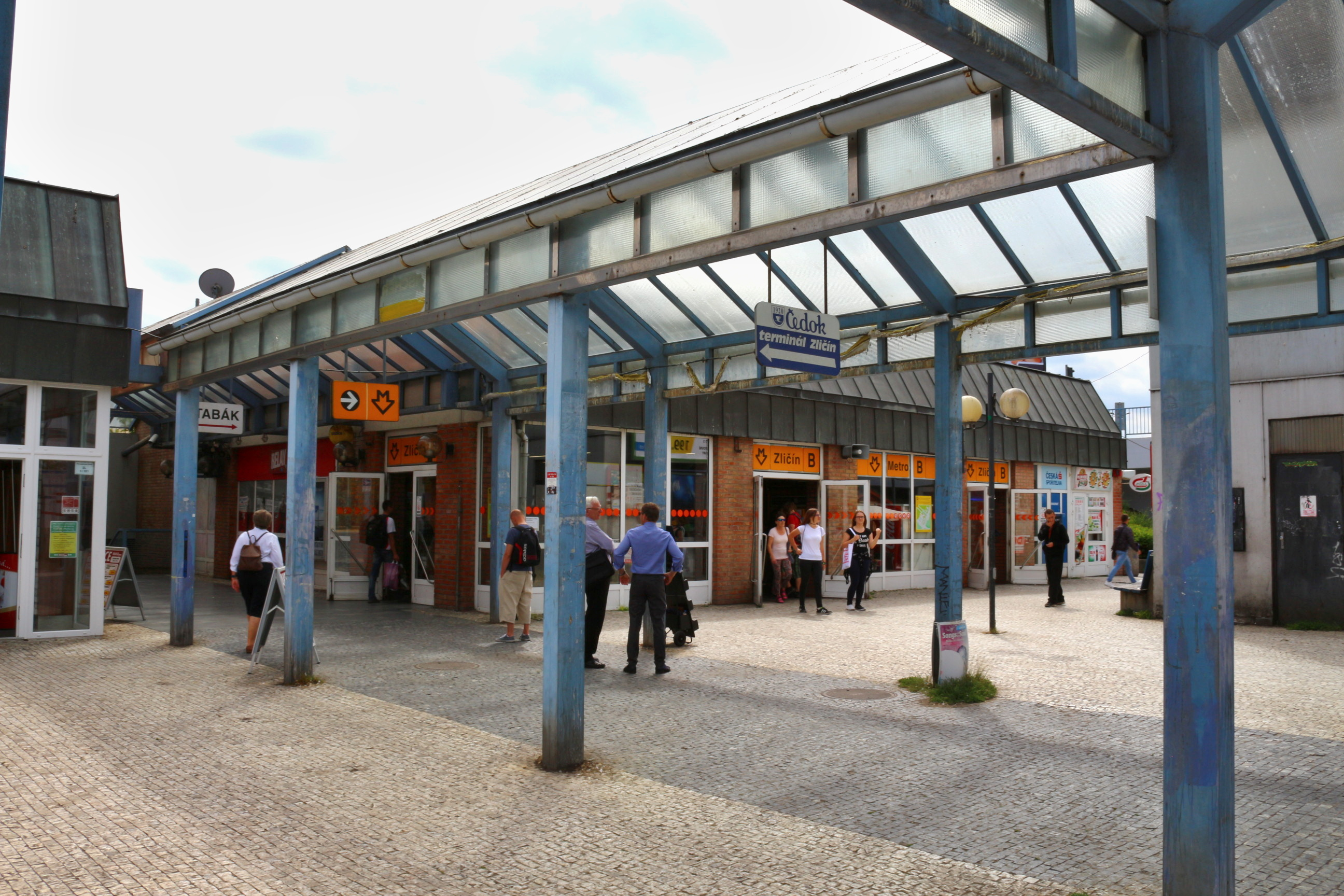
Stanice metra
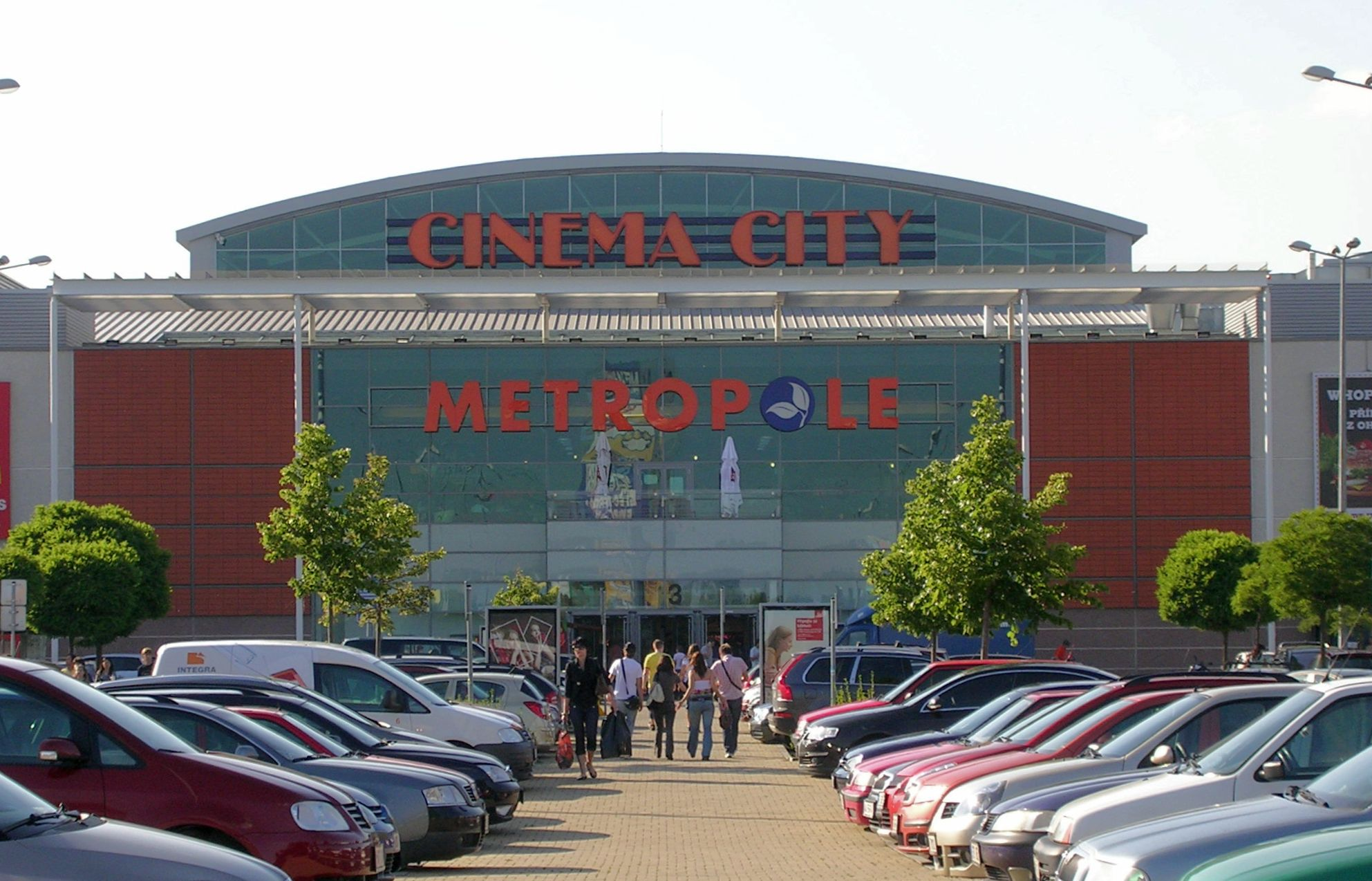
Metropole Zličín